# Vonones I.

Münze von Vonones. Die Rückseite zeigt eine Nike; Beischrift der Vorderseite: König Vonones. Die Münze ist in Ekbatana geprägt worden und zeigt einen Stil, der sich schon von griechischen Vorbildern entfernt hat

Vonones I. († 19) war ein parthischer König, der ungefähr in den Jahren 8/9 n. Chr. regierte. Er war der älteste Sohn von Phraates IV.
Nachdem Orodes III. ermordet worden war, baten die parthischen Adligen in Rom um einen Sohn von Phraates IV., der den Thron in Parthien besteigen sollte. König Phraates IV. hatte nämlich auf Anraten seiner Gemahlin Musa im Jahr 10 v. Chr. vier seiner Söhne nach Rom zur sicheren Verwahrung gesandt. Der römische Herrscher Augustus schickte daraufhin Vonones nach Parthien.

## Herrschaft
Der neue König war allerdings inzwischen in seiner Lebensweise voll romanisiert, was ihm den Ruf eines Sklaven des Römer einbrachte. So erhob sich um 10 n. Chr. Artabanos zum Herrscher der Parther, der schließlich im Jahre 12 n. Chr. nach einer Schlacht die Krone vollkommen an sich reißen konnte. Es kam zu einer Schlacht beider Herrscher, die Vonones gewann. Auf Münzen nannte er sich nun König Vonones, Sieger über Artabanus. In einer zweiten Begegnung verlor er jedoch gegen Artabanus. Vonones flüchtete daraufhin nach Armenien und wurde dort König. So gründete er die armenische Dynastie der Arsakiden. Auf Artabanos’ Drängen wurde er aber von Augustus abgesetzt und nach Syrien ins Exil geschickt. Später nahm er seinen Aufenthalt in Kilikien, wo er im Jahr 19 bei einem Fluchtversuch getötet wurde.

## Antike Quellen
- Tacitus, Annalen 2,4; 2,68.